# Gilberto Macena
Gilberto Macedo de Macena (normalt bare kendt som Gilberto Macena, Gilberto eller bare Gil) (født 1. april 1984 i Rio de Janeiro, Brasilien) er en brasiliansk fodboldspiller, der spiller som angriber i den Thailandske klub Buriram United. Han har spillet for klubben siden 2015, hvor han kom til fra Hangzhou Greentown. Han har tidligere spillet for danske Holbæk B&I og AC Horsens, samt for Comercial i sit hjemland.

## Karriere

### Tidlige karriere
Gilberto startede sin seniorkarriere i hjemlandet hos klubben Comercial, hvor han var tilknyttet fra 2004 til 2005. Herefter blev han hentet til Danmark af den ambitiøse 2. division øst-klub Holbæk B&IF. Gilberto blev topscorer i 2. division, men kunne ikke skaffe Holbæk oprykning til 1. division. I sommeren 2006 blev han solgt til Superliga-klubben AC Horsens, der netop havde overlevet sin første sæson i ligaen.

### AC Horsens
På trods af at have foretaget et spring fra 2. division til Superligaen viste Gilberto sig som en succesfuld investering allerede i starten af sin karriere hos AC Horsens. Han fik en drømmedebut for holdet søndag den 30. juli 2006, hvor han scorede begge sit holds mål i en 2-2 hjemmekamp mod Viborg FF. Resten af sæsonen fortsatte han sin målform og var en afgørende brik i at holdet sluttede på 10. pladsen og dermed undgik nedrykning. Den 1. oktober 2006 scorede han to mål mod Vejle Boldklub i en udekamp der sluttede 2-2. Netop Vejle endte sæsonen som nedrykker, med fire point færre end AC Horsens. Gilberto sluttede sæsonen med 12 scoringer, og endte dermed på topscorerlistens 5. plads.
Også i sin anden sæson hos AC Horsens, 2007-08, var Gilberto klubbens topscorer, og spillede dermed en afgørende rolle i holdets overraskende 5. plads i ligaen. Han scorede ni mål i sæsonen, og bidrog desuden med adskillige assists til holdets øvrige spillere. I den efterfølgende sæson 2008-09, var Gilberto sammen med resten af holdet involveret i et formdyk, og kunne, trods vigtige mål i sejre over SønderjyskE og Esbjerg fB, og endnu en topscorerværdighed i klubben, ikke forhindre at holdet rykkede ned i 1. division.
Året efter blev Gilberto topscorer i 1. division med hele 18 mål, da AC Horsens sikrede sig direkte tilbagevenden til den bedste række. Han fortsatte efter oprykningen sin målform, og blev den 21. november 2010 den mest scorende brasilianer nogensinde i Superligaens historie, da han i en udekamp i Haderslev mod Sønderjyske scorede to mål i en Horsens-sejr på 3-0. Han kom dermed op på i alt 39 Superliga-scoringer.
Han blev kåret som månedens spiller i Superligaen for september 2011 efter at have scoret 6 mål i 3 kampe for AC Horsens.
Gilberto blev topscorer i superligaen med 11 mål efter de første 18 kampe. Gilberto er flere gange sat i forbindelse med diverse superligaklubber, men især de tyske klubber Hamburger SV, Wolfsburg og Hoffenheim har vist interesse. Hamburger SV's scouts Torben Aakjær og Harald Spörl, der længe har haft et godt samarbejde med Horsens sportschef Jesper Hansen, har desuden flere gange fulgt Gilberto i 2011, og Hamburger SV virker i dag som den største bejler til Gilbertos underskrift.

### Shandong Luneng Taishan
Den kinesiske klub Shandong Luneng Taishan købte i februar 2012 Gilberto efter lang tids forhandling med AC Horsens.

### Hangzhou Greentown
Den 11. januar 2014 skiftede Macena videre til en anden kinesisk klub, nemlig Hangzhou Greentown.